# 19 Fortuna
A 19 Fortuna a Naprendszer kisbolygóövében található aszteroida. John Russell Hind fedezte fel 1852. augusztus 22-én.